# Euphaedra luperca
Euphaedra luperca är en fjärilsart som beskrevs av William Chapman Hewitson 1864. Euphaedra luperca ingår i släktet Euphaedra och familjen praktfjärilar. Inga underarter finns listade i Catalogue of Life.

## Bildgalleri

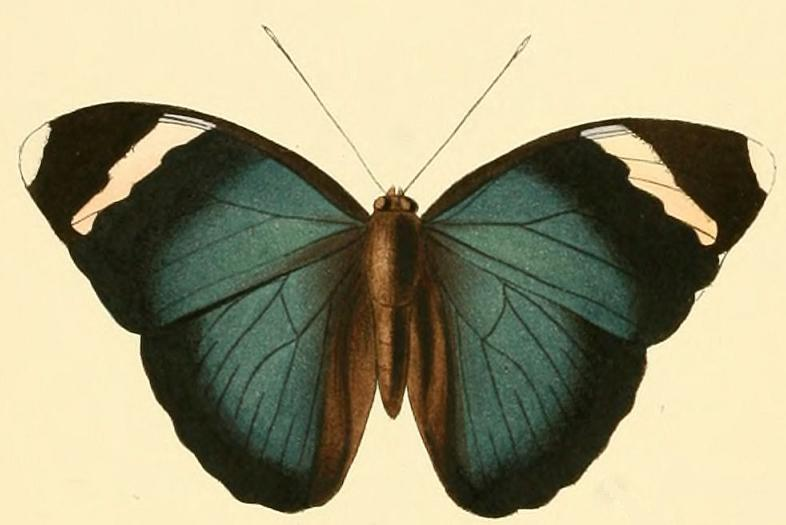
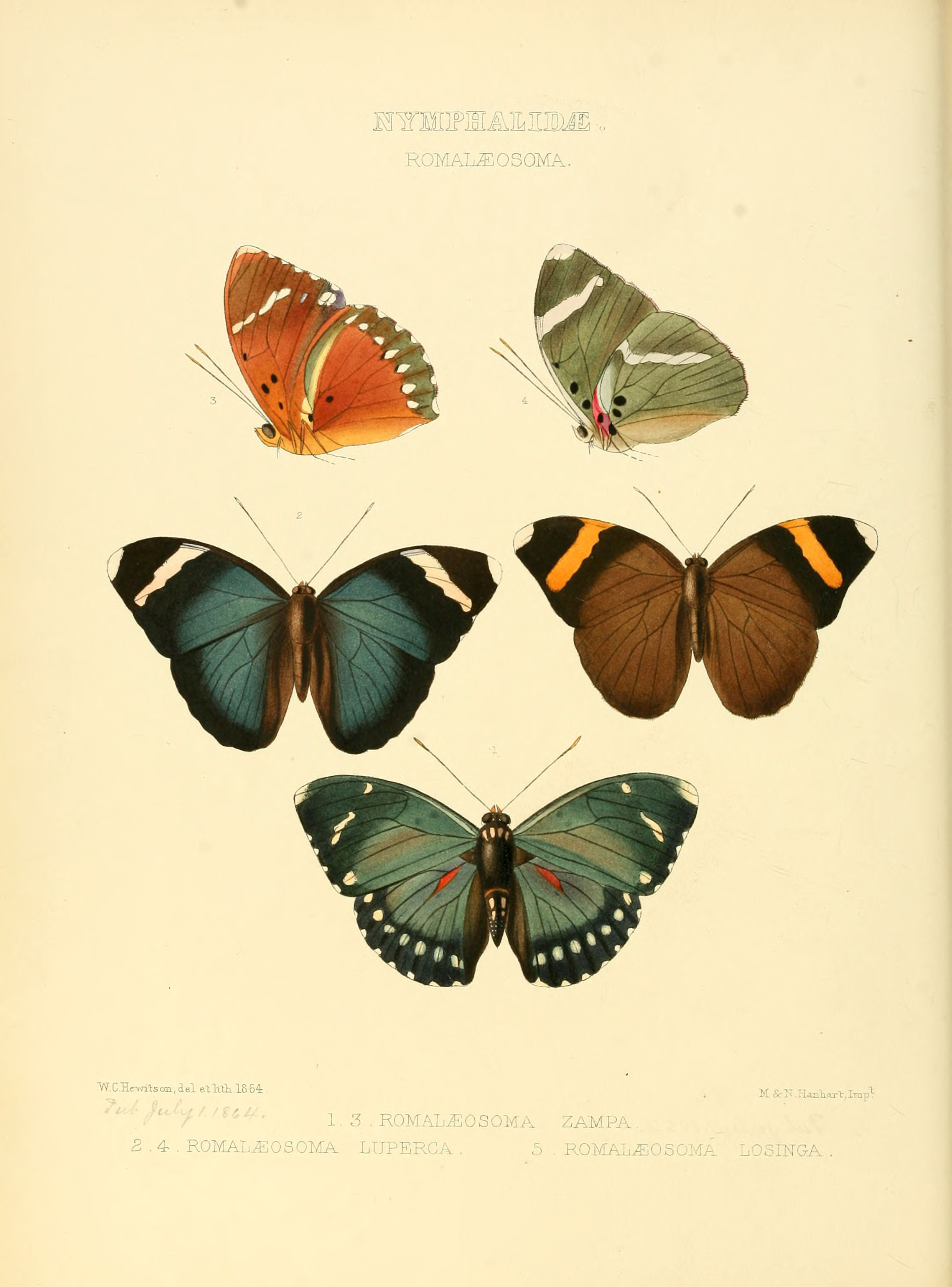